# Lucidota luteicollis
Lucidota luteicollis är en skalbaggsart som först beskrevs av Leconte 1878.  Lucidota luteicollis ingår i släktet Lucidota och familjen lysmaskar. Inga underarter finns listade i Catalogue of Life.